# Raimonds Vējonis
 Raimonds Vējonis (n. 15 iunie 1966, Nikonovo⁠(d), Pskovsky District⁠(d), RSFS Rusă, URSS) este un politician leton care a fost al nouălea președinte al Letoniei din 2015 până în 2019. Este membru al Partidului Verde, parte a Uniunii Verzilor și Agricultorilor. El a ocupat funcția de ministru al Protecției Mediului și Dezvoltării Regionale în 2002 și în 2011 și ca ministru al Mediului din 2003 până în 2011, în timp ce Ministerul Dezvoltării Regionale a fost un departament separat. A devenit ministru al Apărării Letoniei în 2014 și a ocupat acest birou până a devenit președinte în 2015.